# Браунлі (Небраска)
Браунлі (англ. Brownlee) — переписна місцевість (CDP) в США, в окрузі Черрі штату Небраска. Населення — 13 осіб (2020).

## Географія
Браунлі розташоване за координатами 42°17′21″ пн. ш. 100°37′27″ зх. д. / 42.28917° пн. ш. 100.62417° зх. д. (42.289207, -100.624178).  За даними Бюро перепису населення США в 2010 році переписна місцевість мала площу 0,28 км², уся площа — суходіл.

## Демографія
Згідно з переписом 2010 року, у переписній місцевості мешкало 15 осіб у 7 домогосподарствах у складі 5 родин. Густота населення становила 54 особи/км².  Було 9 помешкань (33/км²).
Расовий склад населення:
| - 100,0 % — білих |

До двох чи більше рас належало 0,0 %. Частка іспаномовних становила 0,0 % від усіх жителів.
За віковим діапазоном населення розподілялося таким чином: 20,0 % — особи молодші 18 років, 46,7 % — особи у віці 18—64 років, 33,3 % — особи у віці 65 років та старші. Медіана віку мешканця становила 58,5 року. На 100 осіб жіночої статі у переписній місцевості припадало 114,3 чоловіків;  на 100 жінок у віці від 18 років та старших — 100,0 чоловіків також старших 18 років.
Цивільне працевлаштоване населення становило 3 особи. Основні галузі зайнятості: науковці, спеціалісти, менеджери — 100,0 %.